# Helfried Schreiter
Helfried Schreiter (* 12. Juni 1935 in Lomnitz Pseudonym: Louis Martin; † 20. Juni 1992 in Ottendorf-Okrilla) war ein deutscher Schriftsteller von Kriminalromanen, Hörspielen und Filmdrehbüchern.

## Leben
Helfried Schreiter war zunächst NVA-Offizier und wurde später ein in der DDR erfolgreicher Krimiautor. 1987 kritisierte er während eines Aufenthaltes in der Bundesrepublik in einem offenen Brief die Politik von Erich Honecker und nahm Partei für die politischen Reformen von Michail Gorbatschow. Daraufhin kehrte er nicht in die DDR zurück und wurde Redakteur des Politmagazins Stern. Gemeinsam mit dem damaligen Regierenden Bürgermeister von Westberlin, Walter Momper, dokumentierte Schreiter Ende 1989 in der Fotoreportage „Vier Tage im November“ den Mauerfall.
Danach kehrte Schreiter nach Ostdeutschland zurück, brachte als Verleger mehrere Zeitschriften sowie 1990 die Wochenzeitung Das Blatt heraus und gründete den Buchverlag Edition Fischerinsel. Seine sämtlichen Projekte – am bekanntesten das Boulevardblatt „Super-Ossi“, dessen Herausgeber und Chefredakteur er war – scheiterten nach kurzer Zeit.

## Werke
- Poesiealbum 7, Verlag Neues Leben, Berlin 1968
- Im Spannungsfeld (Film, als Drehbuchautor gemeinsam mit Wolfgang Ebeling und Siegfried Kühn), 1970
- Zauberformel (Hörspiel), 1971
- Ich spiele Dir die Welt durch, Schauspiel (UA 1971 Bühnen der Stadt Gera)
- Liebeserklärung an G.T. (Film, als Drehbuchautor gemeinsam mit Horst Seemann), 1971
- Januskopf (Film, als Drehbuchautor), 1972
- Bericht des Straßenkehrers Manuel Gomez aus Santiago über die Stille (Hörspiel), 1973
- Compañeros (Hörspiel), 1973
- Immer wieder (Hörspiel), 1974
- Der Gutenmorgensager und das Mädchen mit den Bärenauge (Hörspiel), 1975
- Ich fange mit dem Anfang an (Roman), 1977
- Werfen Sie das Handtuch, Herr Staatsanwalt (Kriminalroman), 1977
- Einer besucht eine (Erzählungen), 1981
- Number One (Hörspiel), 1983
- Angst vorm Verplempern (Hörspiel über Friedrich Schiller), 1984
- Die Nacht vor dem Urlaub (Kriminalroman), 1984
- Frau am Fenster (Roman), 1985
- Mokka vor dem Mord (Kriminalroman), 1985
- Schade (Hörspiel), 1986
- Vier Tage im November (Fotoreportage, gemeinsam mit Klaus Liedtke (Hrsg.) und Walter Momper), 1989, ISBN 3-570-00876-2
- Die letzten Tage der DDR. Bürger berichten vom Ende ihrer Republik (als Herausgeber und Autor des Vorwortes), Edition Fischerinsel, 1990
- Das Letzte über die Liebe (Zitatensammlung), 1990, ISBN 3-910164-01-3
- Das Letzte über den Mann, bevor er von der Bühne verschwindet (Zitatensammlung), 1990, ISBN 3-910164-02-1